# Mörttjärnen (Gideå socken, Ångermanland)
Mörttjärnen är en sjö i Örnsköldsviks kommun i Ångermanland och ingår i Gideälvens huvudavrinningsområde.